# Solanum triplinervium
Solanum triplinervium är en potatisväxtart som beskrevs av Conrad Vernon Morton. Solanum triplinervium ingår i släktet skattor som ingår i familjen potatisväxter. Inga underarter finns listade i Catalogue of Life.